# Koloman Leššo
Koloman Leššo (3. listopadu 1942, Sabinov – 27. září 2013, Bratislava) byl slovenský výtvarník (ilustrátor, grafik, karikaturista, malíř, keramik, kreslíř), animátor, scénograf, scenárista, spisovatel, fotograf a (vzděláním) architekt. Byl jedním ze zakladatelů slovenského animovaného filmu.

## Životopis
V roce 1968 absolvoval studium v oboru architektura a urbanismus na Fakultě architektury Slovenské vysoké školy technické v Bratislavě. V letech 1968-1972 pracoval v Československé televizi v Bratislavě a od roku 1971 se jako svobodný umělec věnoval malbě, keramice, ilustraci, fotografii a animovanému filmu. Svá výtvarná díla vystavoval doma i v zahraničí a získal několik ocenění.
Patřil k zakladatelským osobnostem slovenského animovaného filmu, ke kterému přispěl jako průkopník netradičních výtvarných technik v animaci, protože v animaci uplatňoval i keramiku, plastelínu či dřevo. Vytvořil výtvarné návrhy k filmům Huncút králik (režie Helena Slavíková-Rabarová, 1974), Fúkaj, Silák, Jeleniar (režie Jaroslav Pogran, 1975) a Černý hrad (režie Barbara Eckhold, 1987). Úzce spolupracoval s režisérem Františkem Juriščom, se kterým se podílel na tvorbě animovaných filmů Moudré prasátko (1982), Noční pohádka (1983), Figurky a figuríny (1983), Ki-ki-ri-kí (1985), Objekty (1990) a na animovaných seriálech Pohádky z hlíny (1975-1980), Nejmenší hrdinové (1985 - 1991) a Hliněné pohádky (1995-2002).
Zemřel po těžké nemoci a byl pohřben na Hřbitově Slávičie údolie 3. října 2013.

## Výběr ocenění
- 1970: trofej Mexico-Mencion,[1][2]
- 1977: čestné uznání za ilustrace v soutěži Československé nejkrásnější knihy,[1][2]
- 1984: čestné uznání na Mezinárodním festivalu dětských filmů v Chicagu za film Moudré prasátko (1982),[3]
- 1990: zvláštní cena poroty na Festivalu animovaných filmů v Českých Budějovicích za film Objekty (1990),[3]
- 2012: Čestná medaile Albína Brunovského za výrazný přínos v oblasti animovaných filmů udělena na XI. ročníku filmového festivalu Bienále animace Bratislava (2012).[3][1][2]